# Dommartin-lès-Toul
Dommartin-lès-Toul és un municipi francès situat al departament de Meurthe i Mosel·la i a la regió del Gran Est. L'any 2007 tenia 1.956 habitants.

## Demografia

### Població
El 2007 la població de fet de Dommartin-lès-Toul era de 1.956 persones. Hi havia 737 famílies, de les quals 161 eren unipersonals (63 homes vivint sols i 98 dones vivint soles), 235 parelles sense fills, 290 parelles amb fills i 51 famílies monoparentals amb fills.
La població ha evolucionat segons el següent gràfic:
Habitants censats

### Habitatges
El 2007 hi havia 795 habitatges, 743 eren l'habitatge principal de la família, 10 eren segones residències i 42 estaven desocupats. 683 eren cases i 108 eren apartaments. Dels 743 habitatges principals, 588 estaven ocupats pels seus propietaris, 145 estaven llogats i ocupats pels llogaters i 11 estaven cedits a títol gratuït; 4 tenien una cambra, 30 en tenien dues, 86 en tenien tres, 212 en tenien quatre i 411 en tenien cinc o més. 584 habitatges disposaven pel capbaix d'una plaça de pàrquing. A 312 habitatges hi havia un automòbil i a 365 n'hi havia dos o més.

### Piràmide de població
La piràmide de població per edats i sexe el 2009 era:
| Homes | Edats   | Dones |
| ----- | ------- | ----- |
| 0     | 95 o +  | 4     |
| 0     | 90 a 94 | 4     |
| 8     | 85 a 89 | 4     |
| 4     | 80 a 84 | 8     |
| 8     | 75 a 79 | 12    |
| 24    | 70 a 74 | 60    |
| 52    | 65 a 69 | 44    |
| 24    | 60 a 64 | 24    |
| 44    | 55 a 59 | 32    |
| 104   | 50 a 54 | 92    |
| 64    | 45 a 49 | 64    |
| 48    | 40 a 44 | 60    |
| 52    | 35 a 39 | 44    |
| 40    | 30 a 34 | 40    |
| 68    | 25 a 29 | 72    |
| 48    | 20 a 24 | 48    |
| 72    | 15 a 19 | 40    |
| 32    | 10 a 14 | 64    |
| 68    | 5 a 9   | 36    |
| 64    | 0 a 4   | 36    |

## Economia
El 2007 la població en edat de treballar era de 1.282 persones, 913 eren actives i 369 eren inactives. De les 913 persones actives 853 estaven ocupades (447 homes i 406 dones) i 60 estaven aturades (19 homes i 41 dones). De les 369 persones inactives 144 estaven jubilades, 131 estaven estudiant i 94 estaven classificades com a «altres inactius».

### Ingressos
El 2009 a Dommartin-lès-Toul hi havia 748 unitats fiscals que integraven 1.995,5 persones, la mediana anual d'ingressos fiscals per persona era de 19.352 €.

### Activitats econòmiques
Dels 112 establiments que hi havia el 2007, 1 era d'una empresa alimentària, 5 d'empreses de fabricació d'altres productes industrials, 11 d'empreses de construcció, 54 d'empreses de comerç i reparació d'automòbils, 5 d'empreses de transport, 5 d'empreses d'hostatgeria i restauració, 2 d'empreses d'informació i comunicació, 3 d'empreses financeres, 4 d'empreses immobiliàries, 8 d'empreses de serveis, 5 d'entitats de l'administració pública i 9 d'empreses classificades com a «altres activitats de serveis».
Dels 28 establiments de servei als particulars que hi havia el 2009, 9 eren tallers de reparació d'automòbils i de material agrícola, 2 tallers d'inspecció tècnica de vehicles, 1 paleta, 3 guixaires pintors, 2 fusteries, 2 lampisteries, 1 electricista, 3 perruqueries, 4 restaurants i 1 tintoreria.
Dels 22 establiments comercials que hi havia el 2009, 1 era, 1 un hipermercat, 1 una botiga de menys de 120 m², 1 una fleca, 1 una peixateria, 2 botigues de roba, 1 una botiga de roba, 1 una botiga d'equipament de la llar, 2 botigues d'electrodomèstics, 3 botigues de mobles, 3 botigues de material esportiu, 1 una botiga de material de revestiment de parets i terra, 2 perfumeries i 2 floristeries.

## Equipaments sanitaris i escolars
El 2009 hi havia 2 hospitals de tractaments de curta durada, 1 hospital de tractaments de mitja durada (seguiment i rehabilitació, 1 psiquiàtric, 1 farmàcia i 1 ambulància.
El 2009 hi havia 1 escola maternal i 1 escola elemental.

## Poblacions més properes
El següent diagrama mostra les poblacions més properes.